# Tirolerkogel
Der Tirolerkogel ist ein 1380 m ü. A. hoher Berg in den Türnitzer Alpen im südlichen Niederösterreich. Auf dem Gipfel befindet sich das Annaberger Haus des Österreichischen Alpenverein-Gebirgsvereins.
Ein Denkmal erinnert an die Gefallenen des Ersten Weltkriegs des Gebirgsvereins und der Gemeinde Annaberg.

## Lage und Charakter des Bergstocks
Der Tirolerkogel erhebt sich im Bezirk Lilienfeld, nur 6 km von der Landesgrenze zur Steiermark entfernt. Der Bergstock weist steile Flanken auf, bildet in der Gipfelregion hingegen ein weitläufiges Plateau, das sich 2 km lang etwa von Südwest nach Nordost erstreckt. Der westliche Teil mit dem höchsten Gipfel gehört zum Gemeindegebiet von Annaberg, der etwas niedrigere östliche Teil zum Gebiet der Marktgemeinde Türnitz. Im Westen wird der Tirolerkogel von der Passstraße über den Annaberg (976 m) begrenzt, im Süden von der schmalen Straße durch das Pfarrtal zum Kernhofer Gscheid (970 m).
Die Gipfelregion ist nur im Nordwesten bewaldet – unterhalb der Ödwaldwände – während sich auf der Osthälfte weite Wiesen erstrecken. Der Kamm weist in nordöstlicher Richtung einen zweiten Gipfel mit 1340 m auf, der mit den beiden östlich davon gelegenen Punkten den Flurnamen Kalte Kuchl trägt, eine unbewaldete Kuppe mit guter Aussicht. Ein dritter Gipfel, der Ahornberg (1353 m), liegt 1 km westlich des Hauptgipfels.

## Anstiege

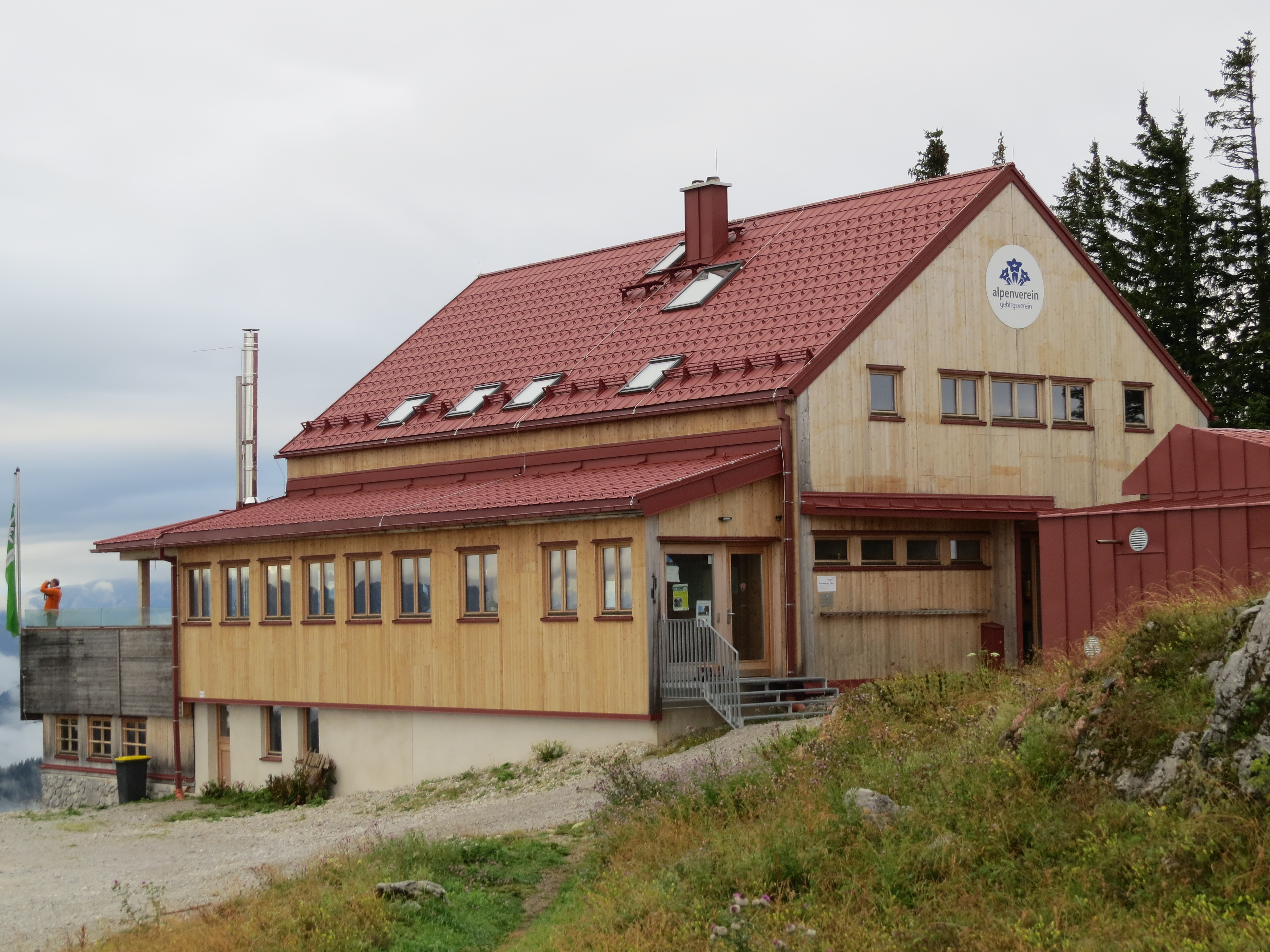
Annaberger Haus am Tirolerkogel (2018)

Das Bergmassiv kann über mehrere markierte Wege erstiegen werden.
- Der kürzeste Anstieg beginnt in Annaberg, führt zunächst zur Postalm „Am Gscheid“ sowie weiter über einen  Karrenweg und einen Steig zum Gipfel. Gehzeit: etwa 1½ Stunden
- Vom Retzbachtal östlich des Bergstocks durch das Eiserne Tor über das steile Dachsental, den Lackenkogel (1194 m) und schließlich steile Almen auf den Gipfel. Gehzeit: etwa 3 Stunden
- Vom Retzbachtal auf längerer flacherer Route durch die Falkenschlucht (wo sich auch die Nixhöhle befindet) – und über den Lackenkogel zum Gipfel. Gehzeit: etwa 3½ Stunden
- Landschaftlich besonders schön ist der Höhenweg über den Eibl, auf den von Türnitz aus früher ein Sessellift führte, die Karnerhofspitze (1124 m) und die Bergrettungshütte Österleinbrunn zum Kamm.[2]

Über den Tirolerkogel führt eine Variante des Niederösterreichischen Mariazellerwegs sowie der Traisentaler Rundwanderweg und der Waldmarkweg.
Im Winter ist der Tirolerkogel ein beliebtes Ziel für Schitouren. Hier führt der meistbegangene Anstieg von Annaberg über das Gscheid zum Gipfel. Meist gibt es eine Pistenwalzen-Spur. Etwas anspruchsvoller ist der Anstieg von Nordosten durch das Sterngassl.